# TechCrunch
TechCrunch là một nhà xuất bản trực tuyến của Mỹ tập trung vào ngành công nghiệp công nghệ. Công ty báo cáo chuyên về kinh doanh liên quan đến công nghệ, tin tức công nghệ, phân tích các xu hướng mới nổi trong công nghệ, và hồ sơ của các doanh nghiệp và sản phẩm công nghệ mới. Đó là một trong những ấn phẩm sớm nhất để báo cáo rộng rãi về công ty khởi nghiệp công nghệ và tài trợ.
TechCrunch được thành lập vào tháng 6 năm 2005 bởi Archimedes Ventures, dẫn đầu bởi các đối tác Michael Arrington và Keith Teare. Năm 2010, AOL mua lại công ty với giá xấp xỉ 25 triệu đô la.

## Các sản phẩm

### TechCrunch Disrupt
Được tổ chức lần đầu tiên vào năm 2011 tại Bắc Kinh, TechCrunch Disrupt là một hội nghị công nghệ thường niên do TechCrunch tổ chức tại San Francisco, Thành phố New York, và Châu Âu (London hoặc Berlin).

## Công khai cá nhân
TechCrunch có hơn 10,07 triệu người theo dõi trên Twitter, và hơn 2,8 triệu lượt thích trên Facebook tính đến tháng 2 năm 2018.

## Ngôn ngữ có sẵn
TechCrunch hiện có sẵn bằng tiếng Anh, tiếng Trung Quốc (được quản lý bởi TechNode), và tiếng Nhật. Nó có một phiên bản tiếng Pháp, được nhập vào TechCrunch.com.